# سد لای چو
سد لای چو (به لاتین: Lai Châu Dam) یک سد و نیروگاه برقابی در ویتنام است که در استان لای چو واقع شده‌است.